# Suka Baru (Pesisir Tengah)
Suka Baru is een bestuurslaag in het regentschap Lampung Barat van de provincie Lampung, Indonesië. Suka Baru telt 1009 inwoners (volkstelling 2010).